# Biserica Sfânta Treime din Siret
Biserica „Sfânta Treime” din Siret este o biserică construită în secolul al XIV-lea în orașul Siret (județul Suceava) și este considerată a fi una dintre cele mai vechi biserici de piatră din Moldova și prima construită după planul triconc, de tip bizantin. Ea se află situată pe Str. Victoriei nr. 10 (aflată pe Dealul Sasca).
Ansamblul Bisericii „Sf. Treime” din Siret a fost inclus pe Lista monumentelor istorice din județul Suceava din anul 2015, având codul de clasificare cod LMI SV-II-m-A-05643  și fiind format din 2 obiective:
- Biserica „Sf. Treime” – datând din anul 1352 și având codul SV-II-m-A-05643.01
- Zvonița – datând din secolul al XVII-lea și având codul SV-II-m-A-05643.02

## Istoric

### Datarea construcției
După cum a scris cronicarul Ion Neculce în prima legendă din „O samă de cuvinte”, prima capitală a Moldovei a fost orașul Siret. Acesta a atribuit lui Dragoș Vodă construcția bisericii, alături de o curte domnească fortificată pe care primul descălecător ar fi ridicat-o aici. După cuvintele cronicarului, „Dragoș-vodă, așa povestescu oamenii cum că, dacă au descălecat Țara Moldovii, au descălecat târgul Siretiului. Și i-au fost scaonul domnii(i) sale acolo. Și au făcut zamcă, cetate de pământ, și în zamcă case domnești și lângă zamcă biserică de piiatră. Și hramul bisericii este Sf(â)nta Troițe, care și până astăzi iaște și să slujaște sfânta liturghie.”
Lipsa documentelor legate de această construcție face ca și în prezent data construcției și numele ctitorului să rămână discutabile. Unii autori atribuie biserica lui Sas Vodă (1354-1358) sprijinindu-și afirmația pe faptul că biserica este situată pe Dealul Sasca, toponim ce derivă de la numele voievodului. Ea se află la circa 300 m nord de locul unde tradiția consemnează existența cetății construite de Sas Vodă și a fost considerată ca fiind capela Curții Domnești din Siret.
Istoricul Nicolae Iorga a atribuit ctitoria bisericii domnitorului Petru al II-lea Mușat (1374-1391), pe baza studierii materialului de zidărie și a tehnicii folosite. Acesta a avut pentru un timp reședința domnească în orașul Siret. Cercetările arheologice efectuate la începutul secolului al XXI-lea aveau să confirme datarea monumentului la finele secolului al XIV-lea, cât și rolul său de capelă a Curții Domnești de la Siret. S-a infirmat ipoteza avansată în anii '60-'70 ai secolului al XX-lea că biserica actuală ar fi o refacere din temelii datând de la începutul secolului al XV-lea, din primii ani ai domniei lui Alexandru cel Bun (1400-1432), negăsindu-se niciun indiciu care să ateste existența unei construcții anterioare.
Lângă biserică au fost descoperite locuințe datând din deceniile nouă și zece ale secolului al XIV-lea, în interiorul cărora au fost găsite discuri ceramice smălțuite, identice cu cele care decorează paramentele monumentului, fapt care subliniază contemporaneitatea construirii bisericii cu perioada de funcționare a acestor locuințe. Alături de biserică au fost cercetate și numeroase morminte, datând din secolele XV-XVIII.
Totuși, domnitorul Petru Mușat a fost cel care a mutat capitala Moldovei la Suceava și în afară de dania pe care a făcut-o Bisericii catolice Sf. Ioan din Siret, nu au mai fost găsite legături ale acestuia cu Siretul, pe când Sas Voievod este mereu menționat în toponimia și monumentele Siretului.

### Restaurări
După mutarea scaunului Moldovei la Suceava (de către Petru Mușat), acest lăcaș de cult a servit ca biserică parohială credincioșilor de pe dealul Sasca. Prezența în biserică a unor pietre de mormânt ale unor negustori sireteni presupune danii importante din partea acestora în favoarea acestui lăcaș de cult. În anul 1858 a fost transformată în biserică filială a Bisericii Nașterea Sf. Ioan Botezătorul.
În a doua jumătate a secolului al XIX-lea, peretele nordic se crăpase din cauza greutății naosului, ceea ce a necesitat în 1873 înlocuirea bolții vechi și a acoperișului. Reparațiile din 1890 au dus la înlocuirea acoperișului de șindrilă cu unul din olane, fațadele au fost tencuite și s-a adăugat o turlă falsă deasupra naosului. Ulterior pereților li s-au alipit tălpi de piatră pentru creșterea rezistenței monumentului. O restaurare parțială a avut loc în anul 1922.
Clopotnița de tip zvoniță de pe latura de nord vest a bisericii datează din secolul al XVII-lea, fiind formată din ogive de piatră pentru clopote. Clopotnițele de tip zvoniță apar destul de rar în arhitectura românească, fiind întâlnite numai la bisericile din nordul Moldovei: Biserica Sfânta Treime din Siret, Biserica Adormirea Maicii Domnului din Ițcani (Suceava), Biserica Sfântul Procopie din Bădeuți (Milișăuți), Biserica Sfântul Dumitru din Zaharești și Biserica Învierea Domnului din Suceava. Cele trei clopote datează din secolul al XIX-lea, cel mai mare fiind turnat în 1853, la Cernăuți.
Ca urmare a faptului că nu era întreținută, în anul 1936 tâmpla bisericii era foarte deteriorată, stranele vechi erau stricate etc. Restaurarea exemplară efectuată între anii 1937-1940 sub coordonarea arhitectului Horia Teodoru a urmărit să redea Bisericii „Sfânta Treime” un aspect cât mai apropiat de forma sa inițială, cu excepția acoperișului din țiglă care a rămas cel din 1890. Au fost înlăturate intervențiile improprii (turla, tencuielile de pe fațadă care acopereau bogata decorație ceramică), au fost înlocuite discurile de ceramică lipsă sau deteriorate cu ornamente de teracotă noi, iar temelia a fost subzidită în scopul consolidării pereților.
Neexistând, în afară de tradiție, mărturii care să ateste data exactă a construirii lăcașului de cult, preotul paroh Ioan Hapenciuc a „considerat că este responsabilitatea contemporanilor de a face o aniversare, cu riscul de a greși cu câțiva ani (10-15 ani), decât să nu o facem niciodată”. Astfel, la 10 iunie 2009, Parohia „Sfânta Treime”, împreună cu Primăria Siret, au aniversat 650 de ani de la zidirea acestui monument de arhitectură. Cu acest prilej, s-a celebrat o liturghie de către arhiepiscopul Pimen Zainea al Sucevei și Rădăuților, înconjurat de un sobor de 23 de preoți și diaconi (printre care pr. Gheorghe Brădățanu, vicarul administrativ al Arhiepiscopiei Sucevei și Rădăuților, pr. Aurel Goraș, protopop de Câmpulung Moldovenesc, pr. Nicolaie Vârtea, protopop al Rădăuților, starețul Teofil al Mănăstirii Gorovei și patru preoți din zona Cernăuților, în frunte cu protopopul lor). După săvârșirea liturghiei s-a oficiat un parastas pentru ctitori. La acest eveniment au participat 2.500-3.000 de credincioși, plus oficialități cum ar fi ministrul secretar de stat Vasile Timiș, acad. prof. dr. Răzvan Theodorescu, senatorul Tiberiu Prodan (enoriaș al parohiei), deputații Mircea Irimescu și Gheorghe Coroamă, Dorin Popescu, consul al României la Cernăuți, primarul Adrian Popoiu, preotul romano-catolic Alois Farțadi și preotul greco-catolic Vasile Popovici.
Cu această ocazie au fost confecționate, prin monetăria statului, plachete comemorative, s-a alcătuit un pliant de către Complexul Muzeal Bucovina și s-a dezvelit o placă comemorativă de marmură pe zidul de piatră ce înconjoară incinta bisericii, din inițiativa parohului Ioan Hapenciuc. Pe această placă se află următoarea inscripție în limba românească veche: „Urmând pilda svânta și râvna ce au pohtit la rădicarea den temelie a acestei biseici domnești, dăm știre tuturor locuitorilor pământului românesc că den curgerea vremii sânt ani 650 preste zidirea ei. Iar noi cei vremelnici trăitori am scris spre lauda și pomenirea acelor vremi în târgul Siretului, leatul 7517, lona iunie în 10 zile, supt oblăduirea Înalt Prea Sfințitului Pimen, Arhiepiscopul Sucevei și Rădăuților, pr. fiind Hapenciuc Ioan. 2009”.

## Descrierea bisericii

### Arhitectura

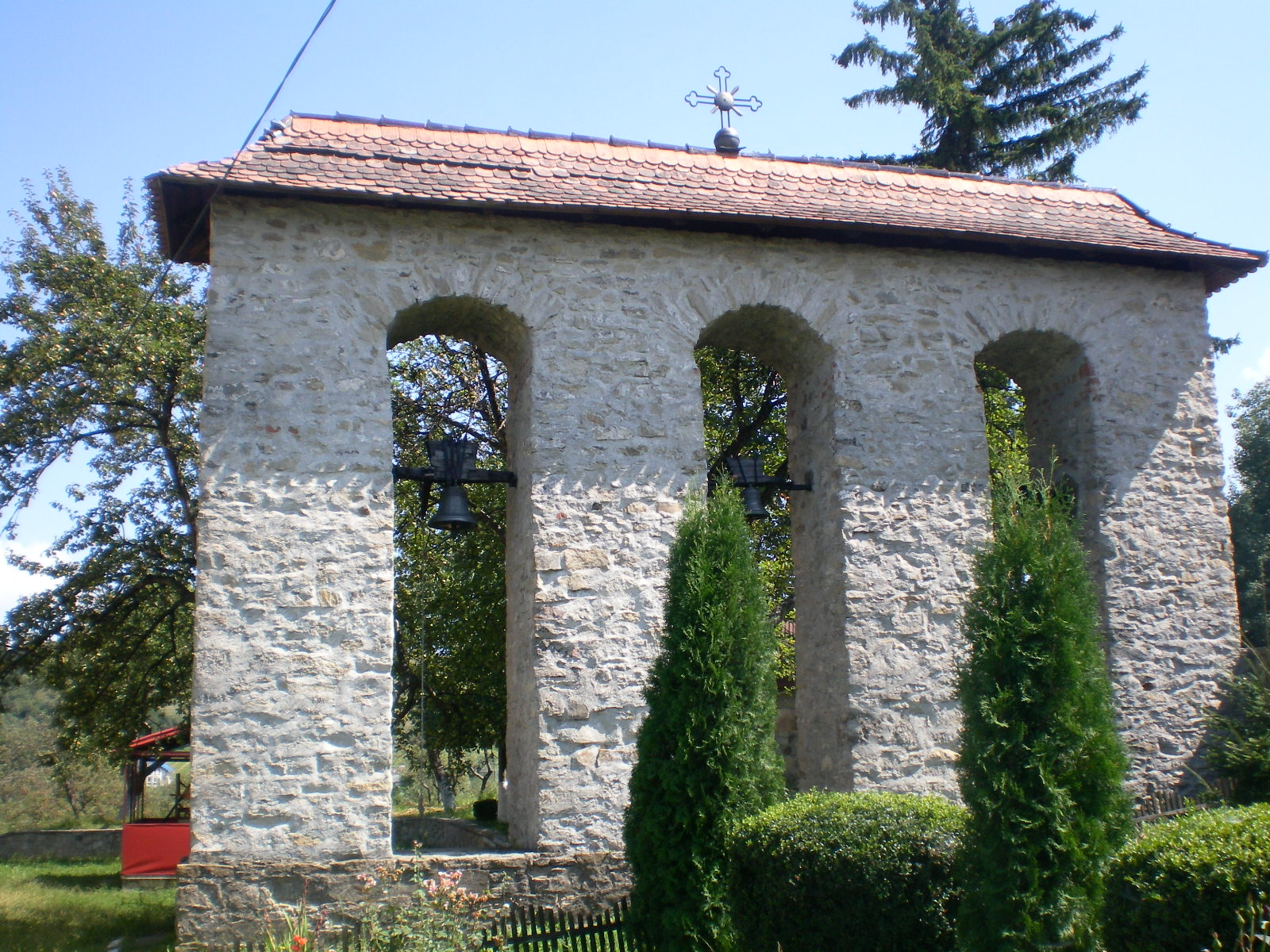
Clopotnița de tip zvoniță

Biserica este construită din piatră brută de carieră, la fațade folosindu-se însă, cu funcție decorativă, cărămida simplă sau smălțuită. Ea este cea mai veche construcție din piatră cu plan trilobat din Moldova, datând din secolul al XIV-lea.
Dimensiunile bisericii sunt modeste în comparație cu cele ale unei ctitorii domnești tipice: lungimea - 16,5 m; lățimea – 11 m; grosimea zidului – 1,1 m; înălțimea soclului – 40 cm.
În exterior, biserica este decorată cu discuri ceramice policrome, flori cruciforme și cărămizi. Decorul cu discuri va căpăta o mare dezvoltare în timpul domniei lui Ștefan cel Mare, fiind prezent la Biserica Sf. Nicolae din Bălinești, biserica Mănăstirii Neamț, precum și pe platoul Cetății de Scaun (sub formă de material arheologic). Deocamdată la acest monument discurile nu sunt figurative, ci au o formă geometrică simplă. În forma generală a edificiului se regăsesc caracteristici specifice bisericilor moldovenești: lipsa turlei, calota naosului, ocnițele oarbe și decorul ceramic sus-amintit.
Pe fațadă, la circa două treimi din înălțimea zidurilor, se află pe abside și pe fațada sudică până în dreptul ferestrei pronaosului, o friză formată din două rânduri de discuri ceramice, alternând cu flori cruciforme între două rânduri de cărămizi. În jurul ferestrelor (cu excepția celei de pe absida nordică), la partea superioară, se află câte un chenar rectangular, format din două rânduri de discuri smălțuite și trei de flori cruciforme. Ferestrele sunt alungite, încadrate în chenare de piatră cioplită. Pe alocuri se pot observa fragmente de frescă. Același decor se observă și în partea superioară a icoanei hramului de deasupra ușii de intrare, care are o cornișă deasupra.
Interiorul bisericii este compartimentat în pronaos, naos și altar. Nu există portal de intrare, intrându-se printr-o ușă direct în pronaos. Pronaosul prezintă o fereastră de mici dimensiuni pe latura sudică, în naos sunt două, iar în altar încă una situată pe axul absidei. Pronaosul este dreptunghiular și îngust, fiind boltit cu un semicilindru care pleacă direct de pe zidurile exterioare.  Pronaosul este separat de naos printr-un perete gros de piatră, în mijlocul căruia se află o ușă arcuită mică.
Naosul este alungit în sensul axei longitudinale, fiind acoperit cu o cupolă spriujinită pe patru arce semicilindrice: două înguste încadrează cele două abside laterale și două mai late, inegale, sprijinite pe console. El este cu o treaptă mai jos decât pronaosul. Altarul este cu o treaptă mai înalt decât naosul și are formă semicirculară, cu trei ferestre.

### Iconografia
Biserica nu a fost pictată niciodată. Un iconostas valoros realizat în stilul „baroc moldovenesc”, datând cel puțin de la începutul secolului al XIX-lea, a fost renovat în anul 1841 de către negustorul Panait Goraș cu ajutorul parohienilor și înlocuit cu unul nou în anul 1995. Actuala catapeteasmă este confecționată din lemn de stejar de către meșterul popular Vasile Găman din satul Nemțișor (județul Neamț).

### Necropolă
În pronaos, biserica adăpostește mai multe pietre funerare din secolele XVI-XVII, împodobite cu elemente sculpturale de epocă.
Cea mai veche piatră funerară este a unui armean și are ca motiv ornamental o floare ieșind dintr-un vas. Pe ea se află următoarea inscripție în limba armeană: „Aceasta este piatra de mormânt a răposatului Marcu, fiul preotului Sahag, care a murit la 1553”.
Un anume pan Nicolae a înfrumusețat două morminte din pronaos, care aparțineau părinților săi: negustorul Lazăr și soția sa, Teodosia. Piatra din partea stângă a pronaosului conține ornamente orientale și gotice, având următoarea inscripție în limba slavonă: „Acest mormânt l-a făcut și înfrumusețat pan Nicolae tatălui său Ioan, numit Lazăr negustor, care s-a și înmormântat aici ... în anul 7085 (=1577) martie 1". Piatra din partea dreaptă a pronaosului conține ornamente asemănătoare: "Acest mormânt l-a făcut și înfrumusețat pan Nicolae mamei sale Teodosia, soția lui Lazăr, care s-a mutat la veșnicile lăcașuri - veșnica ei pomenire - în anul 7084 (=1576) ianuarie 7”.

## Imagini

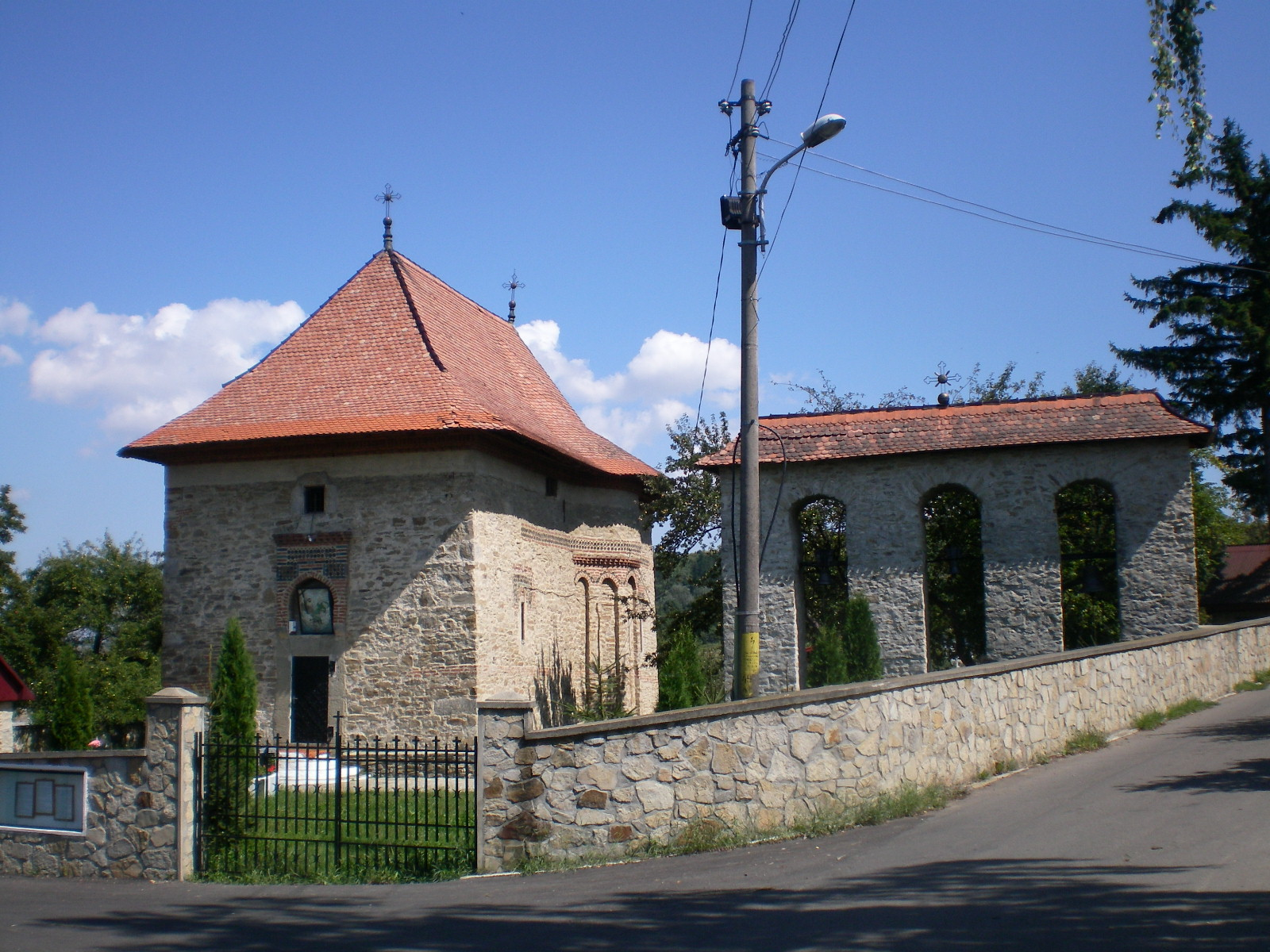
Biserica „Sf. Treime” din Siret și clopotnița zvoniță
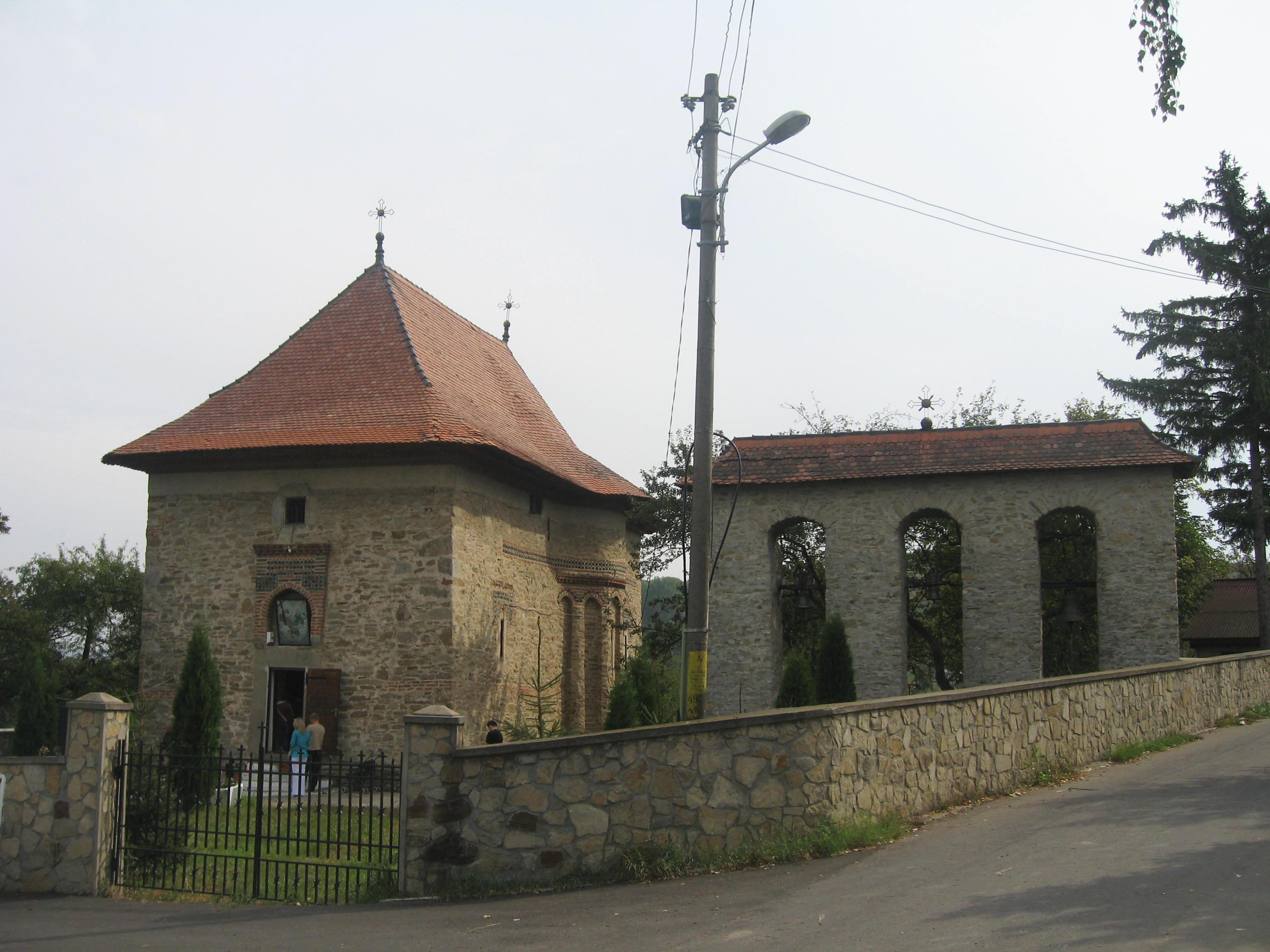
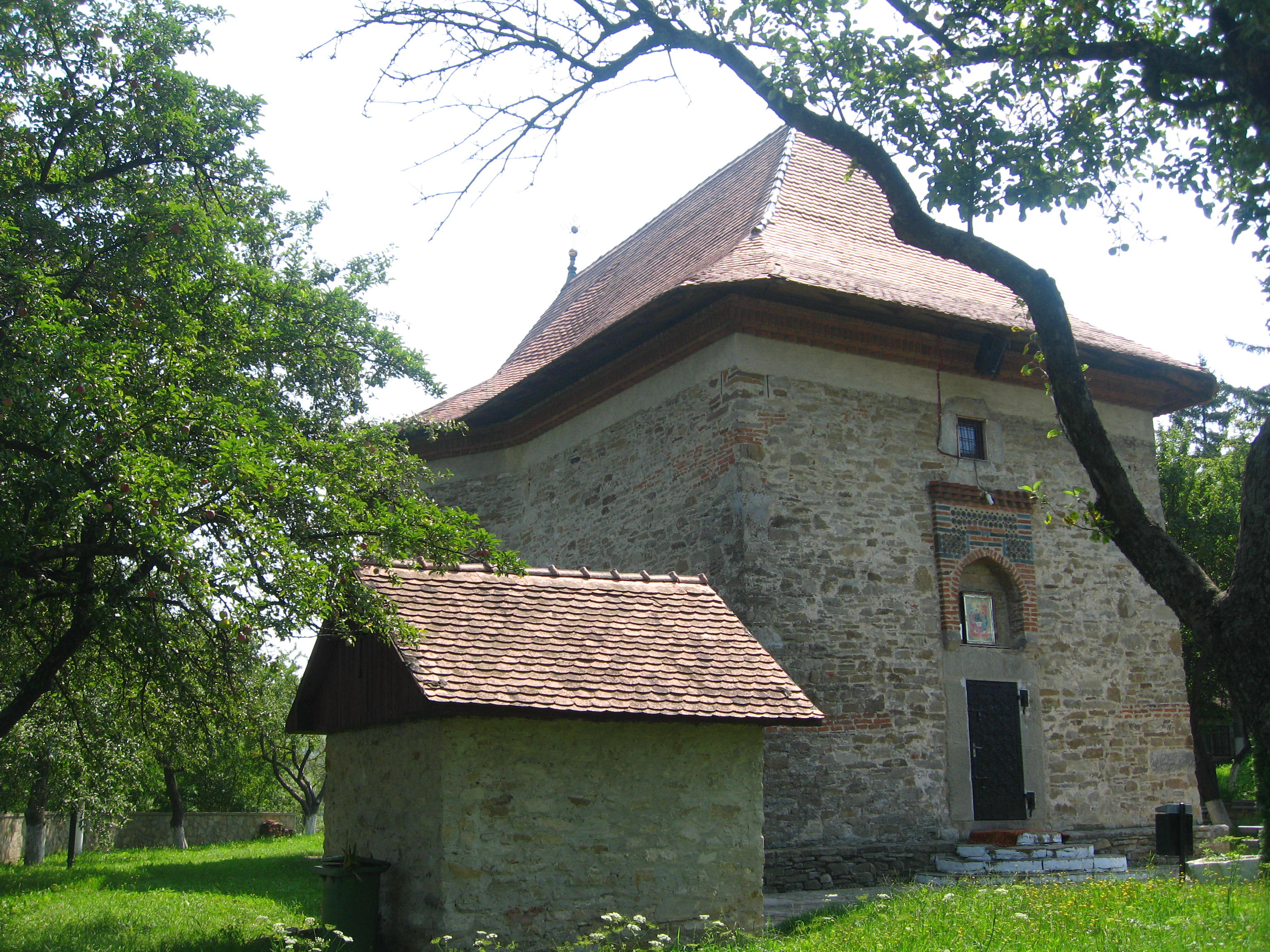
Biserica văzută dinspre nord-vest
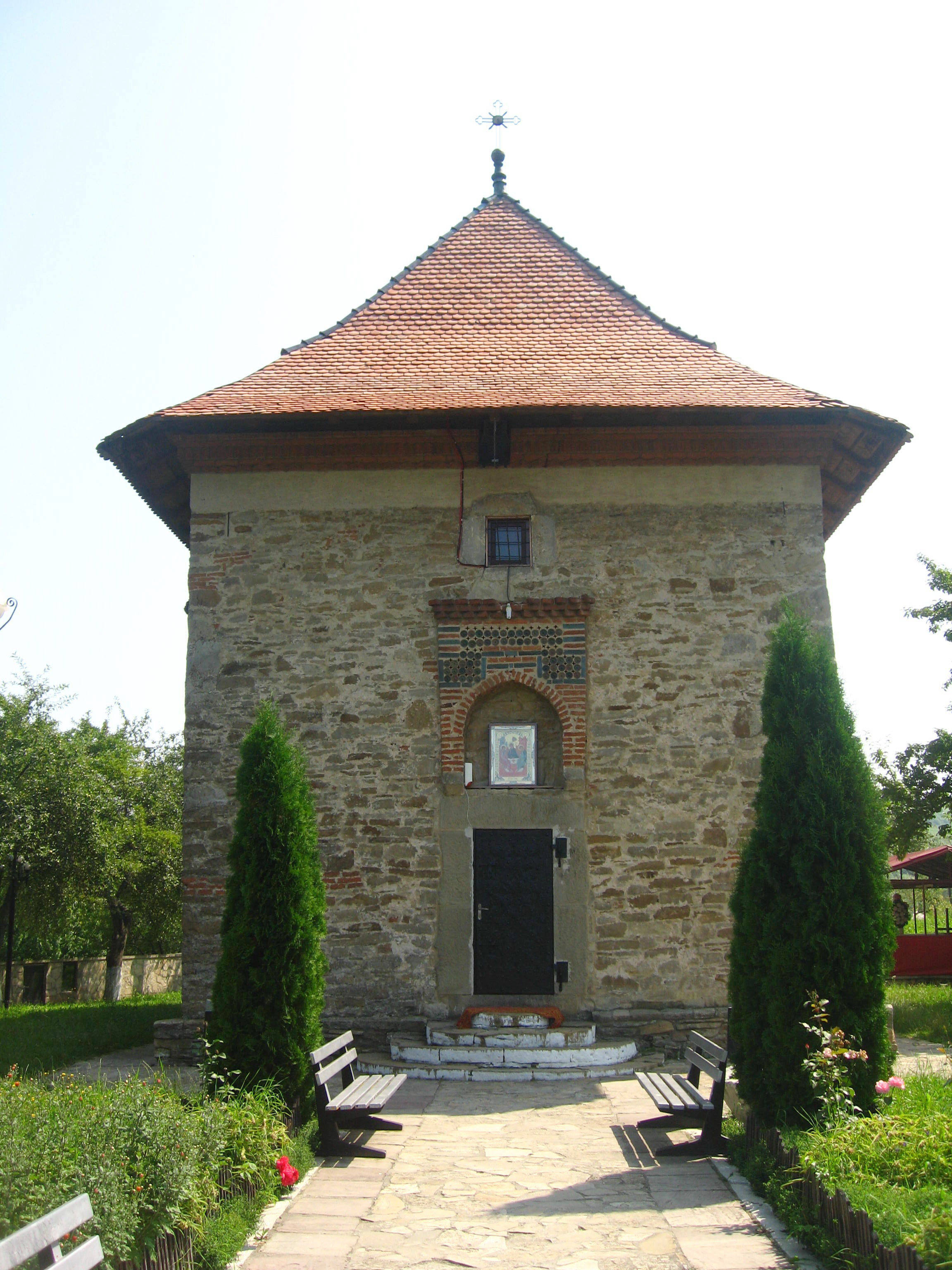
Biserica văzută de pe latura de vest
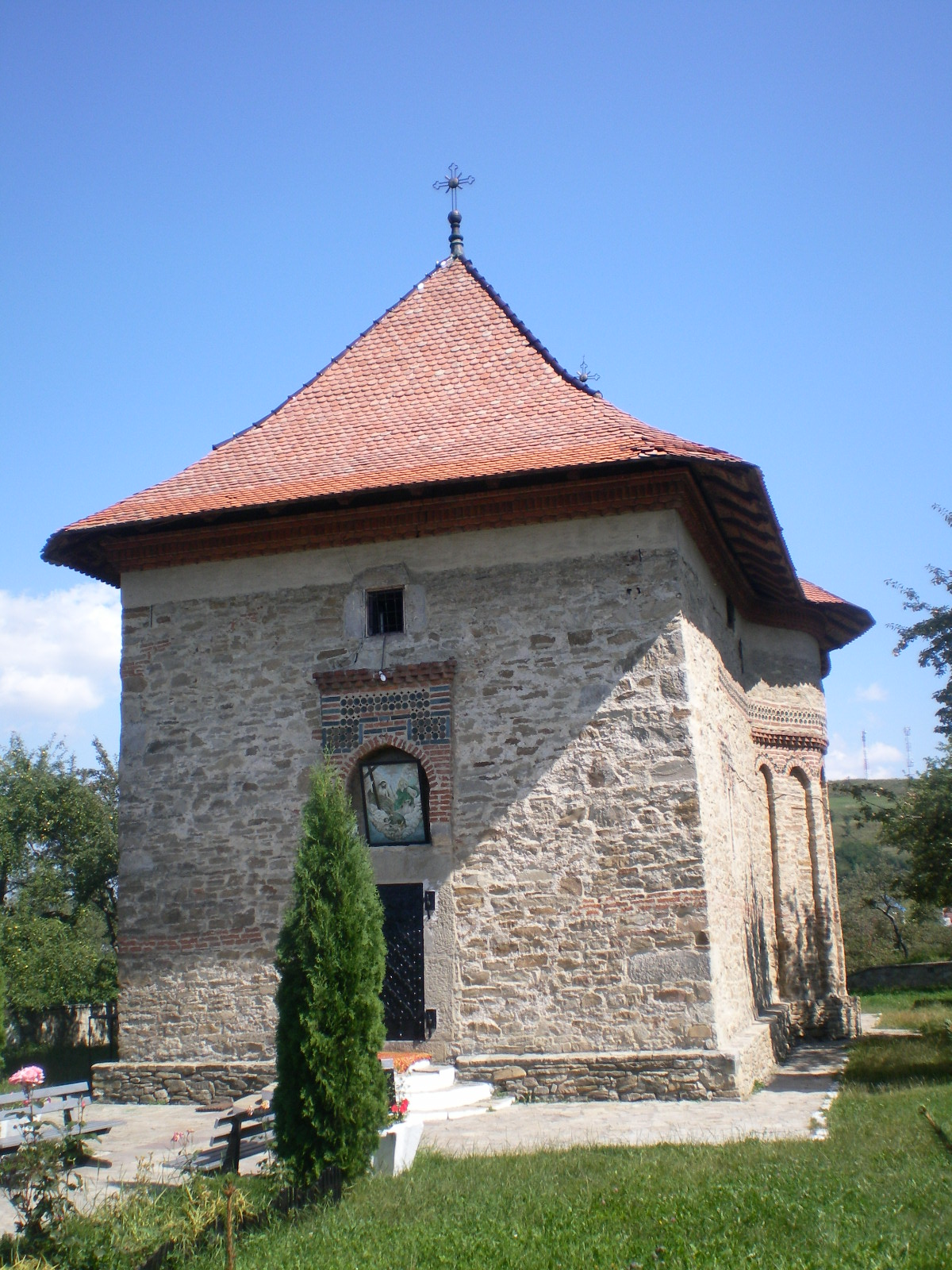
Biserica pe latura de vest
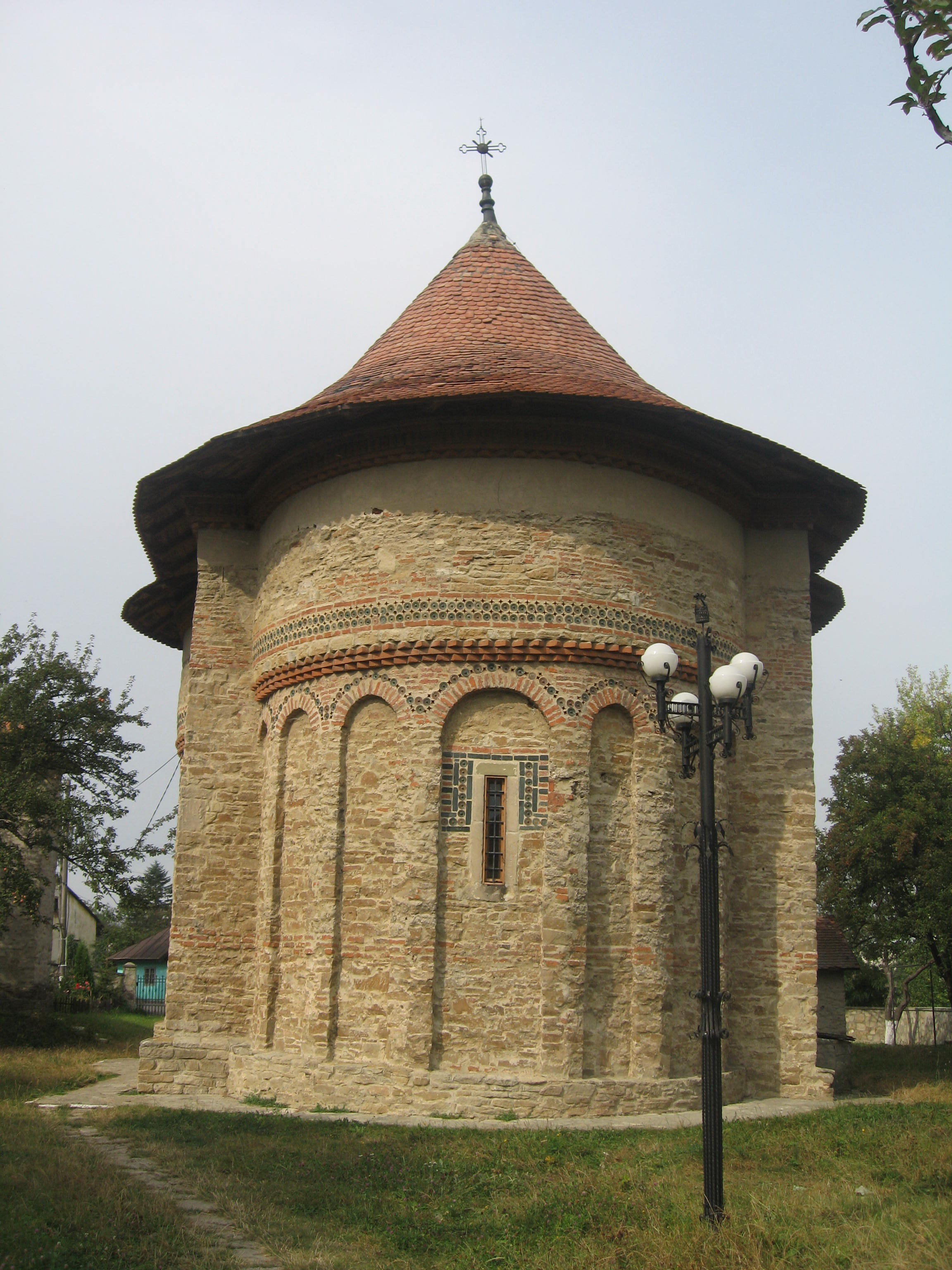
Absida altarului
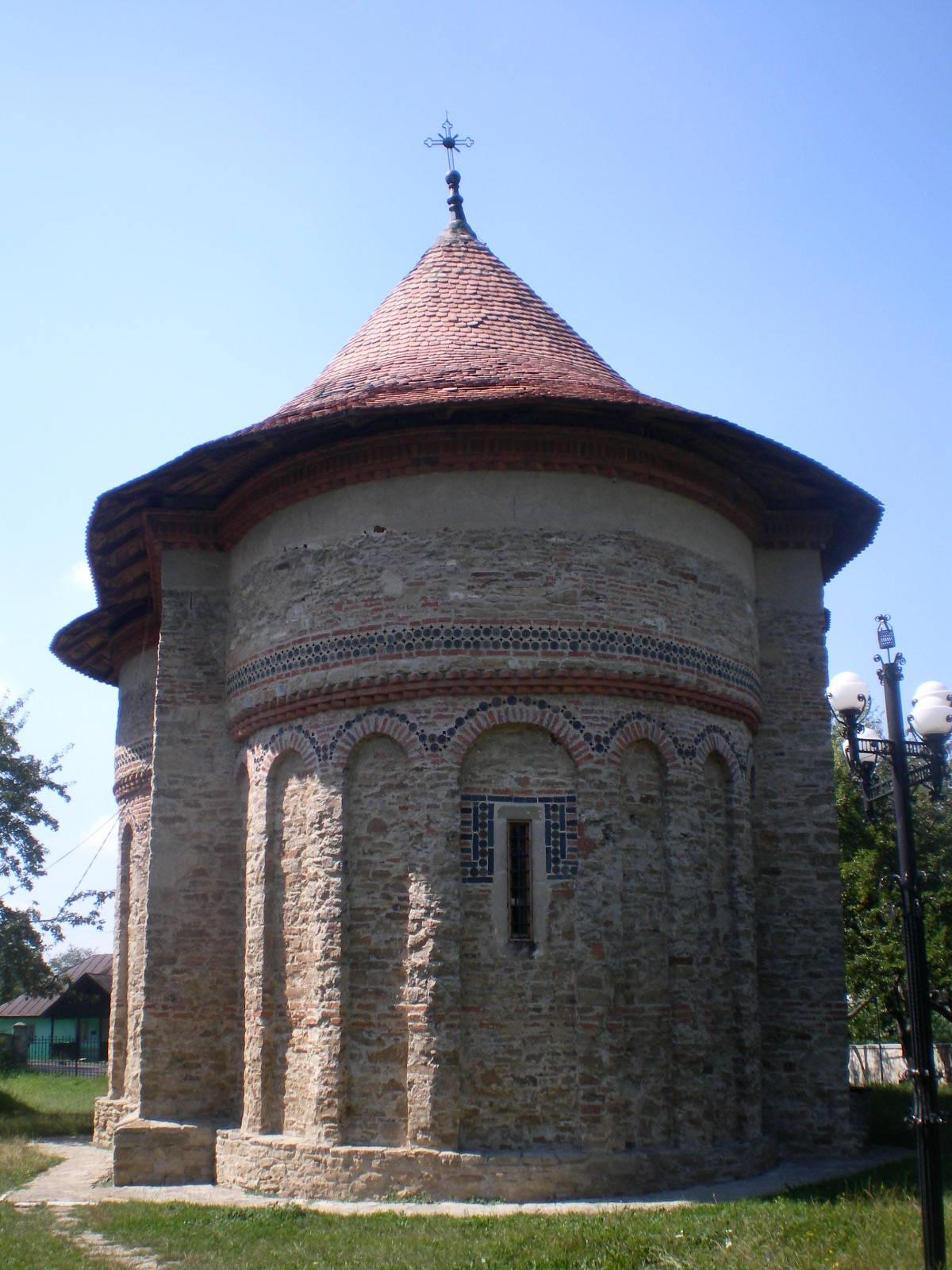
Biserica pe latura de est
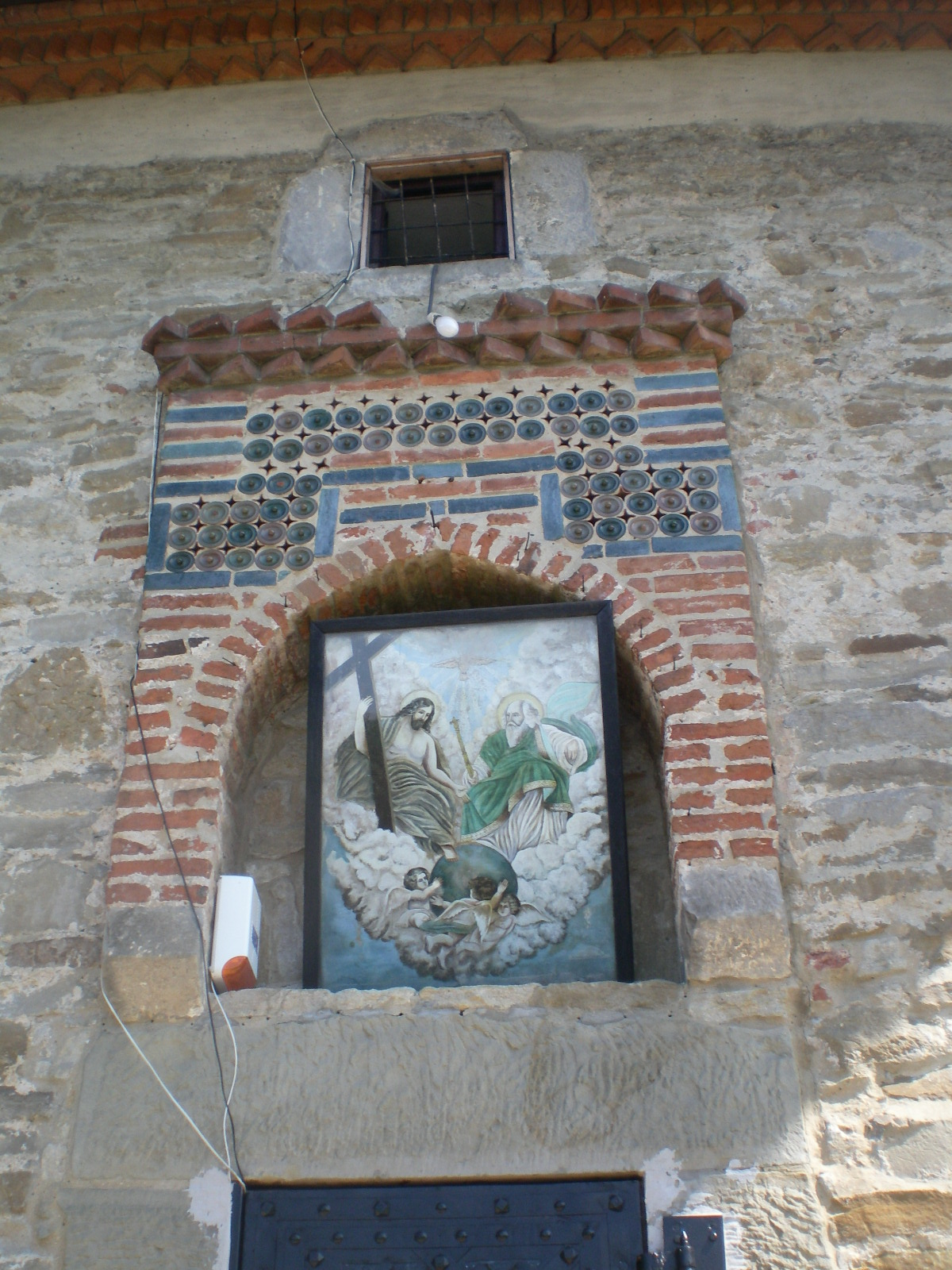
Portalul de la intrare
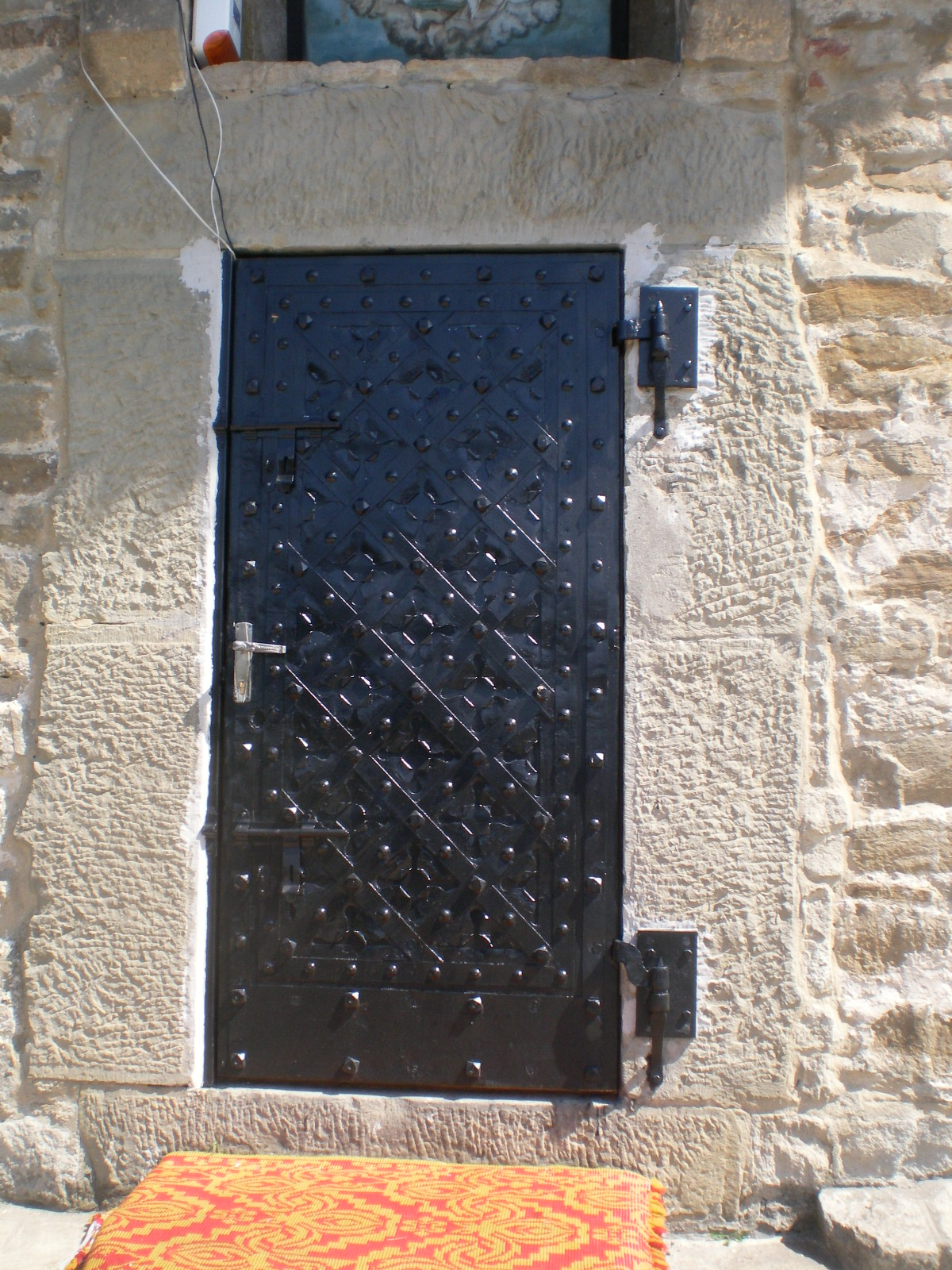
Ușa de intrare
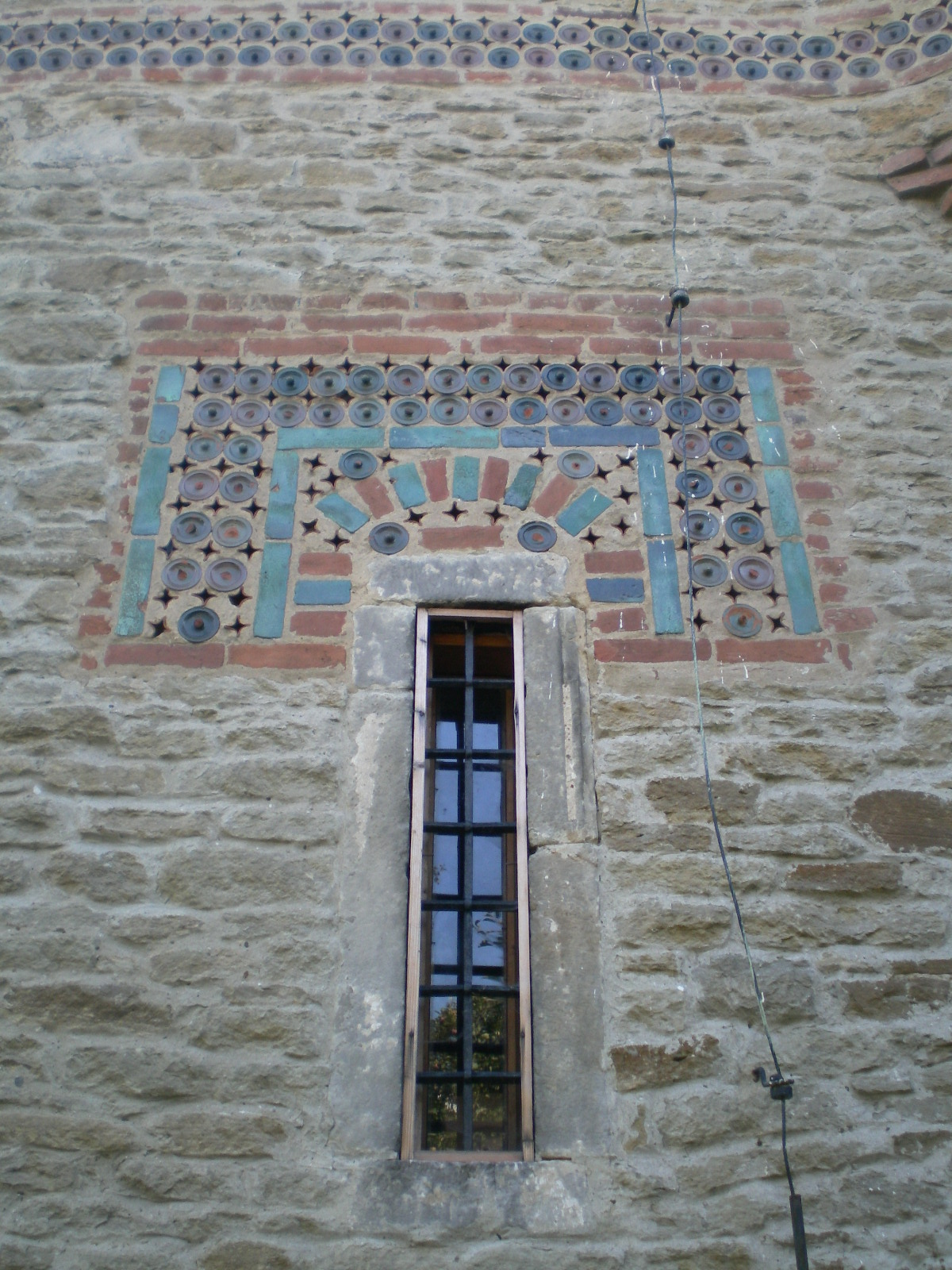
Fereastra pronaosului
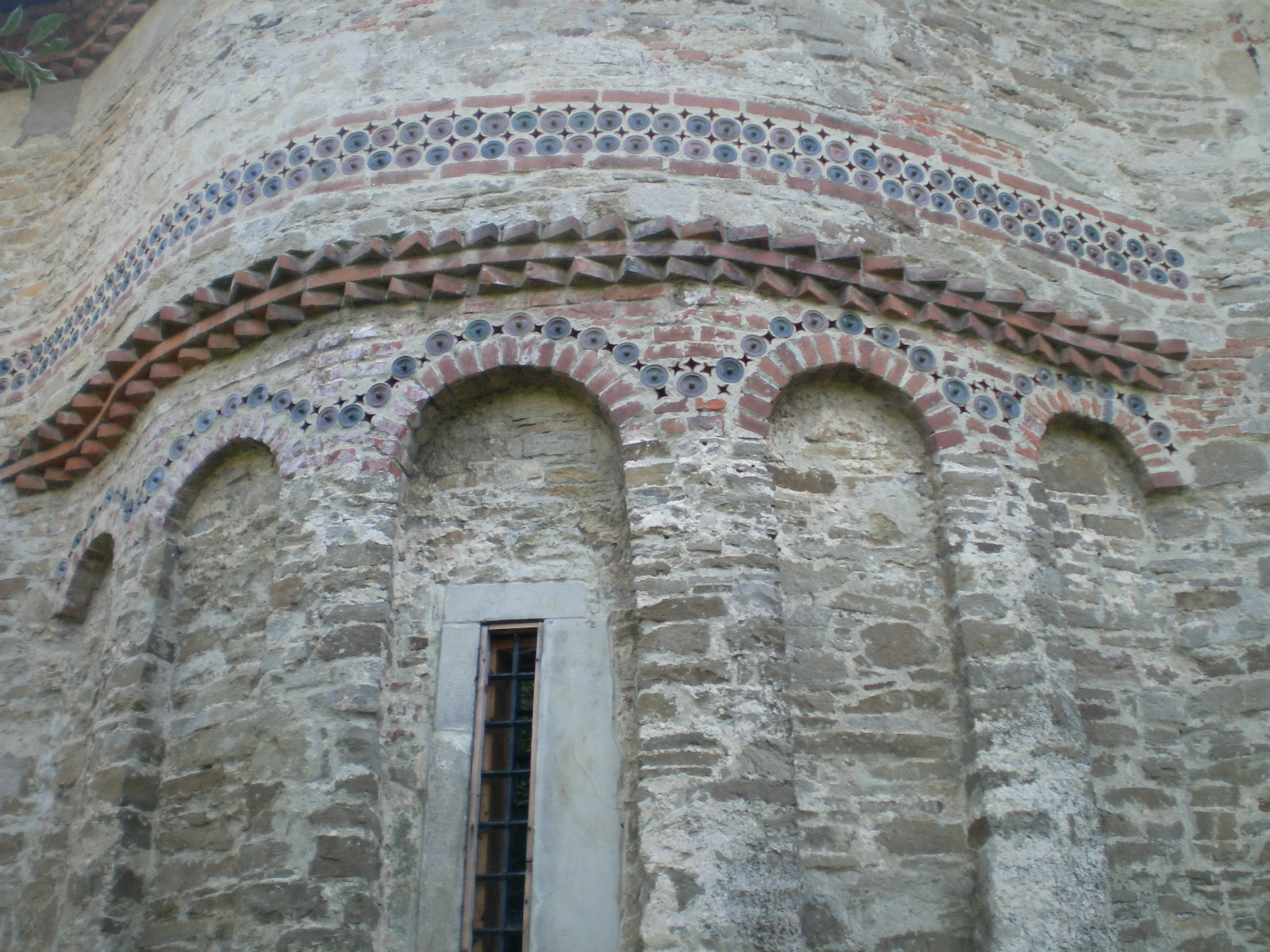
Absida de pe latura de nord
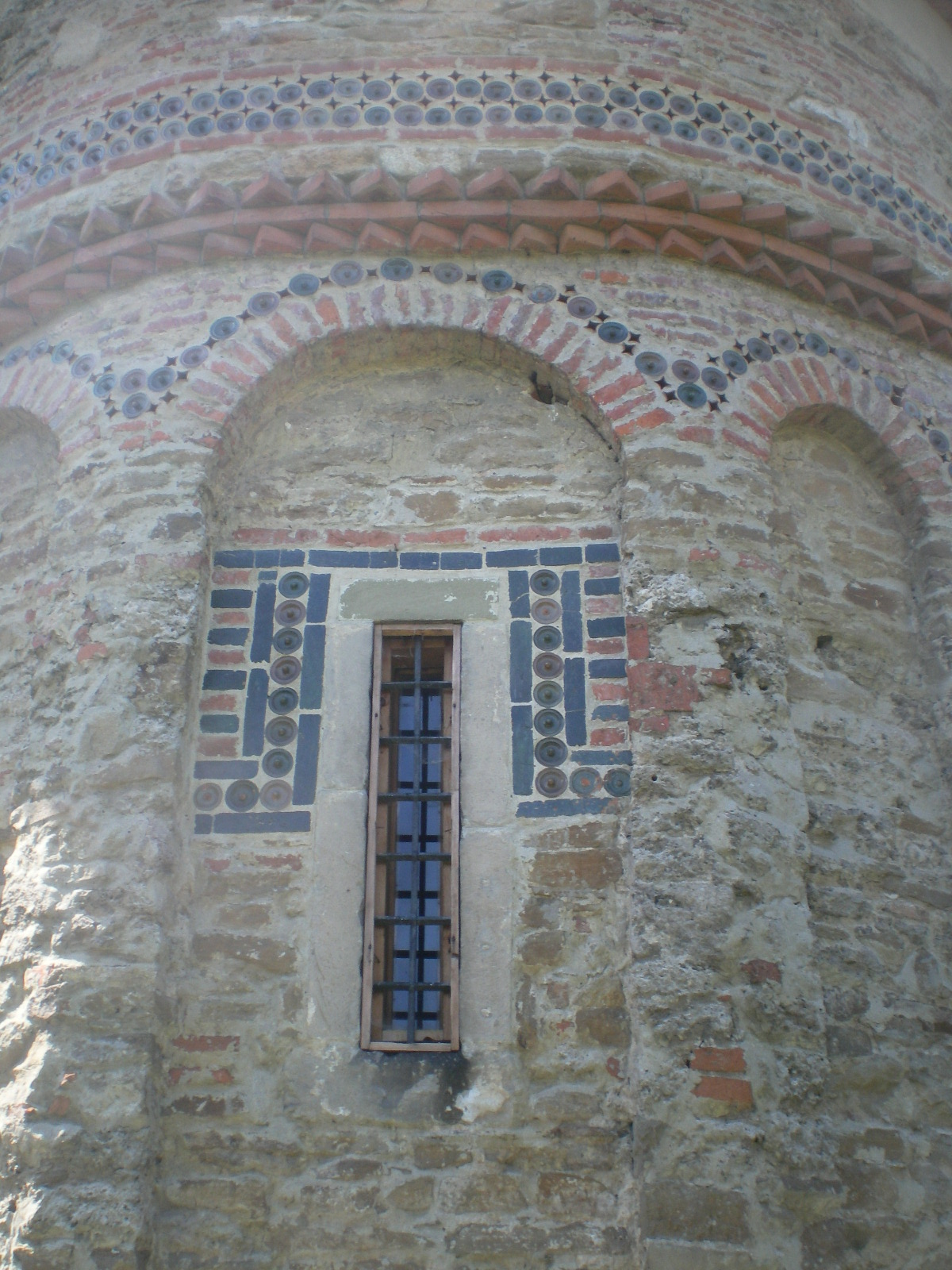
Absida altarului
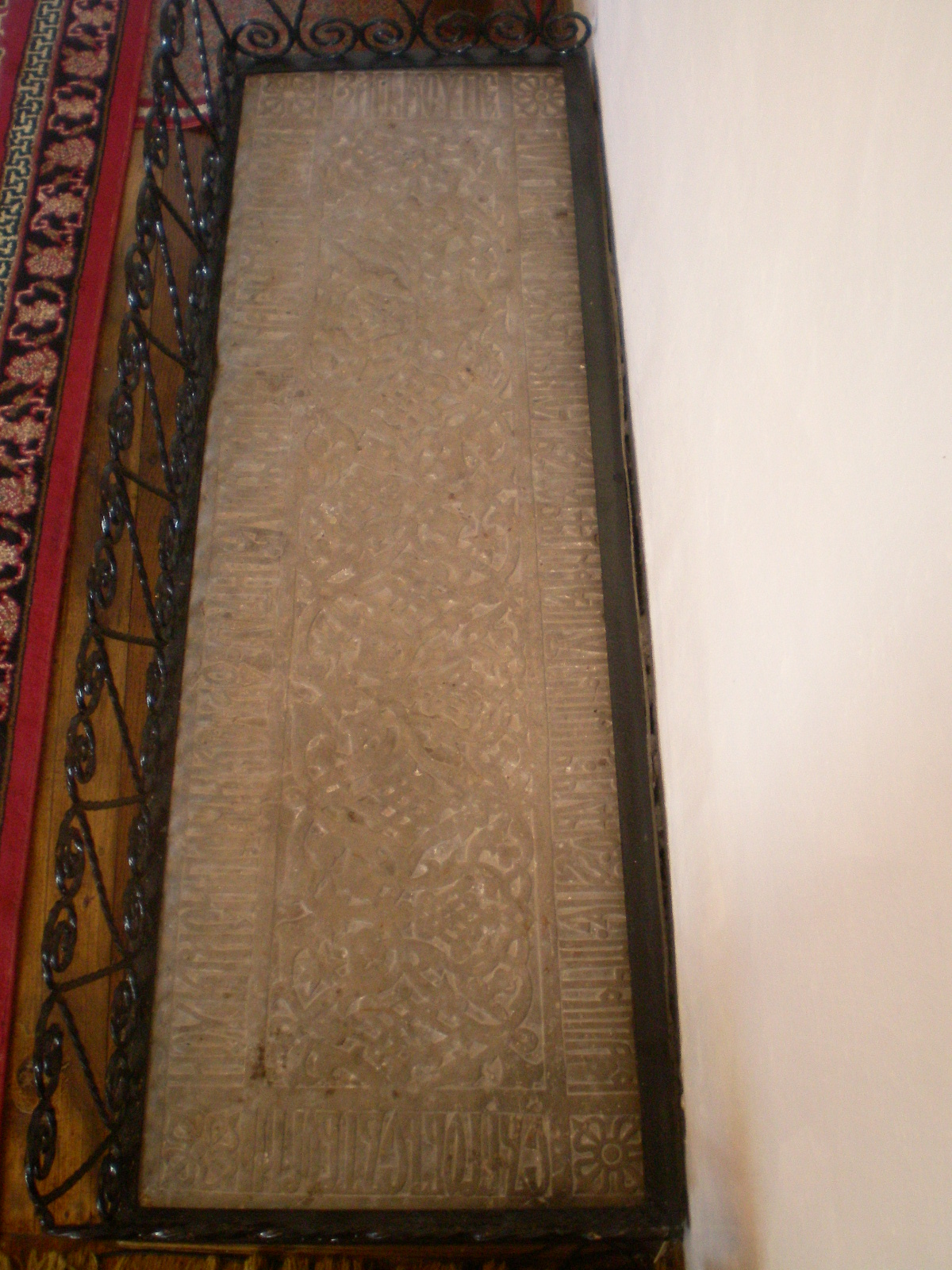
Piatra de mormânt a Teodosiei, datată 1576
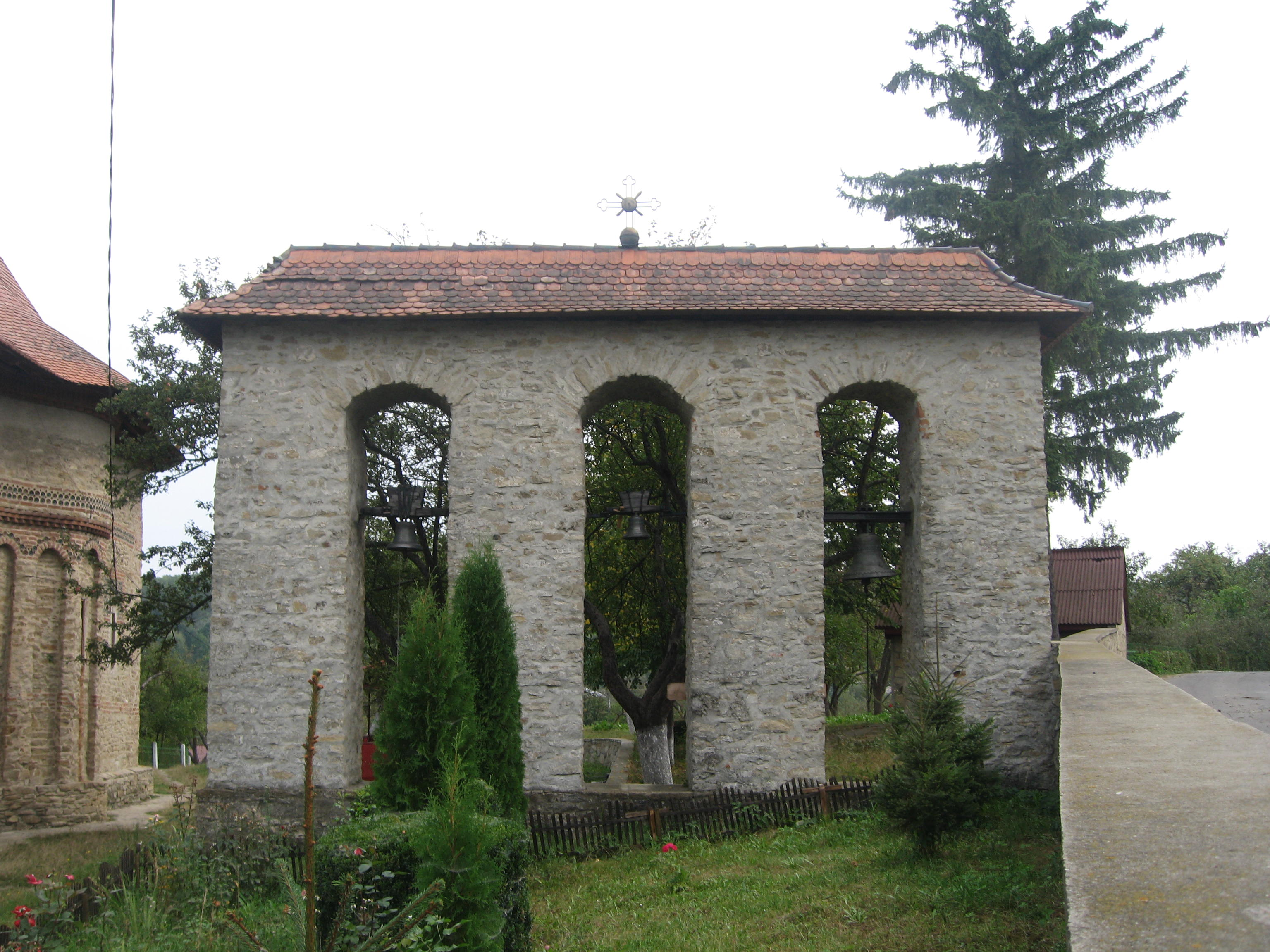
Zvonița
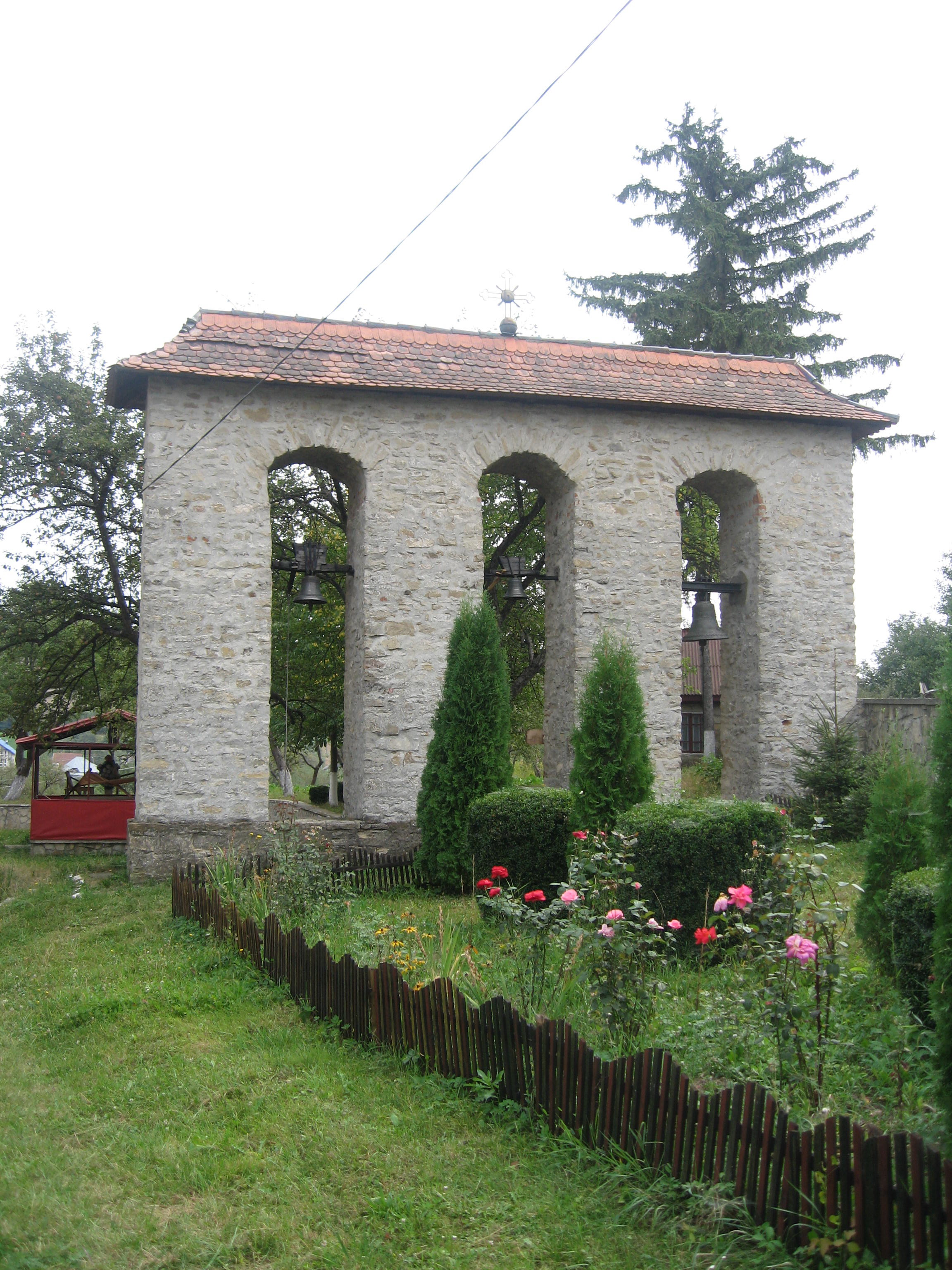
Zvonița
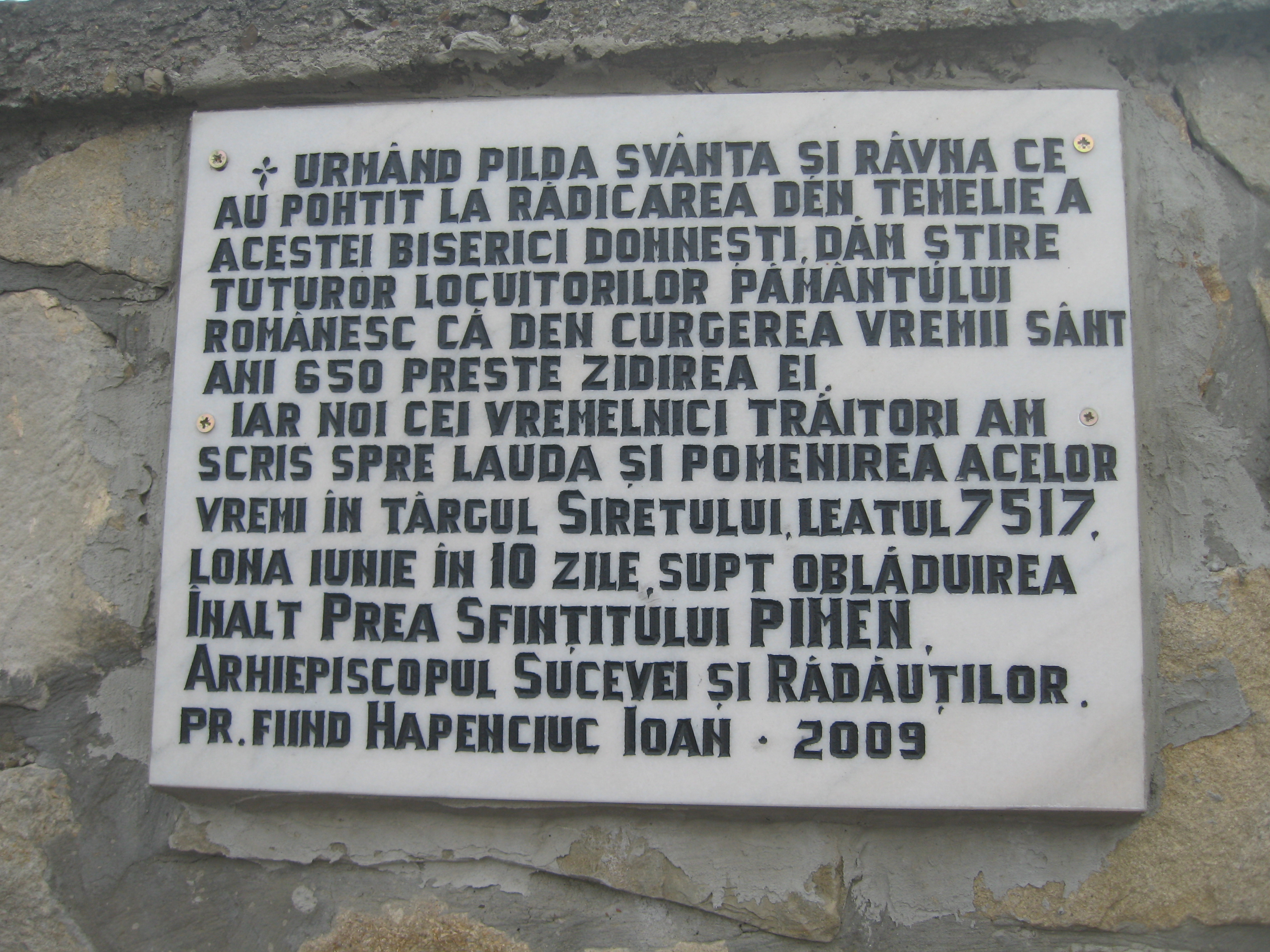
Placă de marmură pe zidul de piatră împrejmuitor, amplasată în 2009
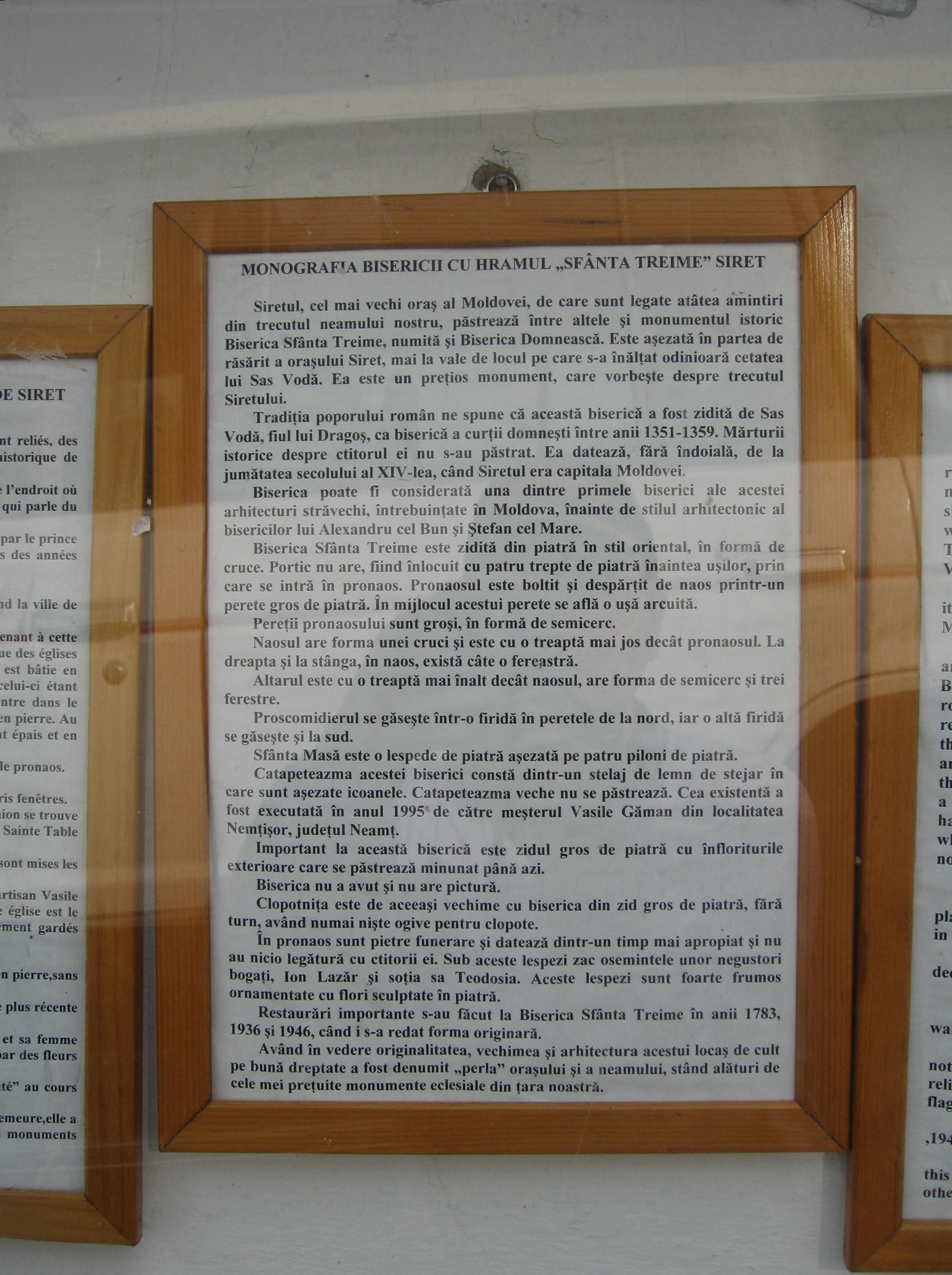
Monografia bisericii amplasată pe zidul împrejmuitor al bisericii